# Niki Mäenpää
Niki Mäenpää (* 23. Januar 1985 in Espoo) ist ein finnischer Fußballtorhüter. Nach seinem Karrierebeginn in Finnland spielte Mäenpää ab dem Jahr 2003 in Frankreich, den Niederlanden, England und Italien. Zuletzt stand er beim HJK Helsinki unter Vertrag.

## Karriere

### Im Verein
Niki Mäenpää begann die Karriere zunächst in seiner Geburtsstadt beim FC Kasiysi, der als Ausbildungsverein des FC Espoo galt. Später war er noch kurzzeitig in der Jugend des finnischen Rekordmeisters HJK Helsinki aktiv. Für den Hauptstadtverein saß er in den ersten Spieltagen der Veikkausliiga 2003 teilweise als Ersatztorwart auf der Reservebank. Ab Sommer 2003 stand er dann in Frankreich bei der Zweitvertretung des RC Lens unter Vertrag, für die er bis 2006 in insgesamt 17 Spielen zwischen den Pfosten stand. Nach Ablauf des Vertrages wechselte Mäenpää zum niederländischen Zweitligisten FC Den Bosch, bei dem er einen Vertrag bis zum Ende der Saison 2008/09 unterschrieb. Nachdem er sich bereits in der ersten Saison einen Stammplatz beim Club aus der Eerste Divisie erkämpft hatte, blieb er auch in der folgenden Saison die Nummer eins. In der letzten Spielzeit, bevor der Kontrakt in Den Bosch auslief, kam er allerdings nur noch siebenmal zum Einsatz. In den beiden vorherigen Saisons war er noch zu 27 und 33 Ligaspielen gekommen. Ab dem Jahr 2009 war er Teil des Willem II Tilburg in der Eredivisie, für den er in zwei Erstligaspielzeiten 18 mal spielte. In der Saison 2011/12 stand Mäenpää als dritter Torhüter hinter Esteban Alvarado und Erik Heijblok im Kader von AZ Alkmaar, für den er ohne Einsatz blieb. Im Mai 2012 unterschrieb Mäenpää für drei Jahre bei der VVV-Venlo, wo er Stammtorhüter wurde. Im Juli 2015 wechselte er ablösefrei zum englischen Zweitligisten Brighton & Hove Albion. Dort hatte er aber nur wenige Einsätze, zumeist in der U-23-Mannschaft und nur einen in der ersten Mannschaft, während der Zweitligasaison 2016/17. Nach dem Aufstieg in die Premier League saß er fünfmal nur auf der Bank. Zur Saison 2018 wechselte er zum Zweitligisten Bristol City, für den er in der ersten Saison 26-mal das Tor hütete, in der zweiten Saison saß er aber auch dort zumeist nur auf der Bank, nachdem Daniel Bentley verpflichtet wurde. Im November 2020 wechselte er als Backup zu Stoke City, nachdem sich dort zwei Torhüter verletzt hatten. Kurz nach seiner Ankunft zog er sich aber eine Handverletzung im Training zu, so dass Stoke einen weiteren Torhüter verpflichten musste. Bereits im Februar 2021 folgte der nächste Wechsel, diesmal zum italienischen Zweitligisten FC Venedig. Mit Venedig stieg er in die Serie A auf.
Nach 20 Jahren als Fußballprofi im Ausland kehrte Mäenpää im August 2023 nach Finnland zurück und schloss sich für den Rest der Saison bis zum Jahresende seinem Jugendverein HJK Helsinki an. Dort bestritt anschließend noch elf Pflichtspiele, davon vier in der Liga. Im Alter von 38 Jahren debütierte er dabei sowohl in der heimischen Veikkausliiga als auch mit der Qualifikation zur UEFA Europa League und in der Hauptrunde der UEFA Europa Conference League in internationalen Wettbewerben und konnte mit der Mannschaft 2023 die finnische Meisterschaft gewinnen. Nach Auslaufen seines Vertrags verließ er den Verein am Jahresende vorübergehend wieder, ehe er im Mai 2024 zurückkehrte und erneut einen Vertrag für ein halbes Jahr bis zum Ende der laufenden Saison unterschrieb. Diesmal fungierte er als Ersatztorhüter und bestritt nur noch vier weitere Pflichtspiele mit der Mannschaft, davon zwei in der Liga, ehe er den Verein nach Auslaufen seines Vertrages im Oktober 2024 wieder verließ.

### Nationalmannschaft
Niki Mäenpää debütierte im Juni 2008 in der Finnischen Fußballnationalmannschaft im Länderspiel gegen Belarus in Turku. Danach kam er zunächst nur unregelmäßig zum Einsatz. In der Qualifikation für die WM 2014 wurde er in sieben von acht Spielen eingesetzt, verpasste mit seiner Mannschaft aber hinter Weltmeister Spanien und Frankreich als Dritter die Endrunde. In der ebenfalls misslungenen Qualifikation für die EM 2016 stand er nochmals in drei Pflichtspielen im Tor. Nach dem Wechsel zu Brighton & Hove Albion kam er noch einmal am 29. März 2016 zum Einsatz. Es gab danach zwar noch drei Berufungen zu Spielen in der Qualifikation für die WM 2018 im Herbst 2016, dann aber eine längere Zeit der Nichtberücksichtigung. Erst im Herbst 2020 wurde er wieder für ein Freundschaftsspiel und zwei Spiele in der UEFA Nations League nominiert, aber nicht eingesetzt.